# USS Baltimore (C-3)
Бронепалубный крейсер «Балтимор» (англ. Baltimore)— крейсер американского флота.

## Проектирование
Конструкция крейсера основывалась на проекте британской фирмы «Армстронг», созданного ею для участие в конкурсе на постройку бронепалубного крейсера для испанского флота. Проиграв конкурс, сэр Генри Армстронг продал чертежи американскому флоту. По основным признаком проект являлся типичным «элсвикским крейсером», которые в заметных количествах «Армстронг» строила на экспорт.

## Конструкция

### Корпус
В отличие от своего прототипа «Эсмеральды», «Балтимор» имел корпус с высокими бортами, полубаком и полуютом, что обеспечило ему достаточно приличную, для его водоизмещения, мореходность. Как и прочие «элсвикские крейсера», он не нёс парусного рангоута.

### Вооружение
Главный калибр крейсера состоял из четырёх 203-мм орудий Mark 3, разработанных в 1889 году. Длина ствола достигала 35 калибров, а масса 13 336 кг. Бронебойный снаряд весом 118 кг выпускался с начальной скоростью 640 м/с на дальность до 14 630 м, при угле возвышения 20°. Скорострельность колебалась от 0,5 до 0,8 выстрелов в минуту. Орудия размещались в спонсонах на полубаке и полуюте.
Второй калибр был представлен 152-мм орудиями Mark I также разработанными в 1883 году и имевшими ствол длиной в 30 калибров. Масса орудия составляла 4994 кг, оно стреляло бронебойными снарядами весом 47,7 кг с начальной скоростью 594 м/с. Дальность стрельбы при угле возвышения 15,3° достигала 8230 м. Скорострельность составляла 1,5 выстрела в минуту. Все эти орудия размещались в бортовых спонсонах.
Прочая артиллерия была представлена маломощными орудиями калибров 57-мм, 47-мм и 37-мм. Последние могли выпускать до 25 снарядов в минуту.

## Оценка проекта
«Балтимор» оценивается историками флота, как лучший американский крейсер, построенный в 1880-х годах. Несомненно, в этом сыграло значительную роль его британское происхождение.